# شورجة طور أغاي
شورجة طور أغاي هي قرية في مقاطعة ملكان، إيران. عدد سكان هذه القرية هو 308 في سنة 2006.